# Anton Leodegar Keller

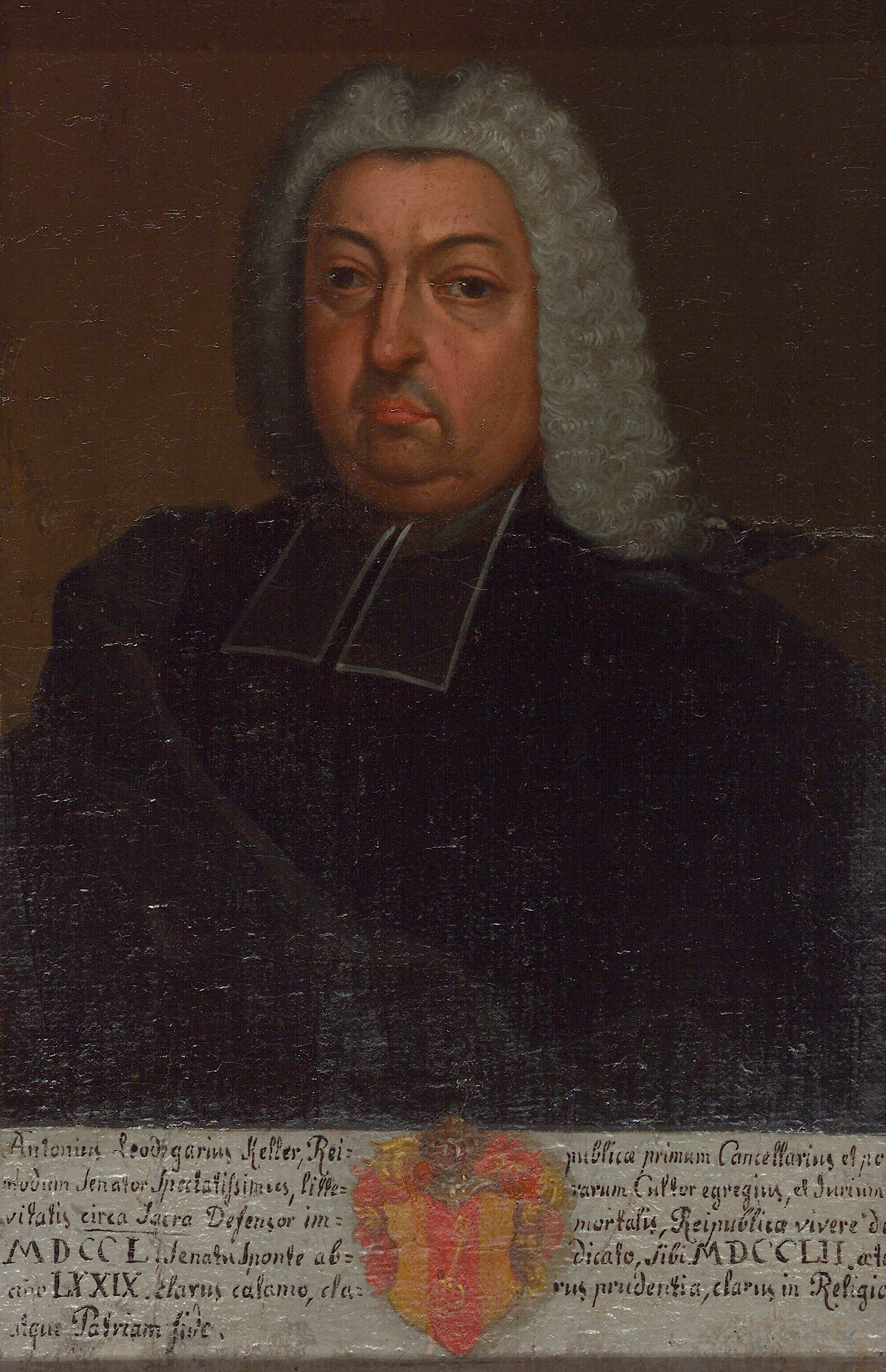
Porträt von Anton Leodegar Keller

Anton Leodegar Keller (* 13. September 1673 in Locarno; † 26. Januar 1752 in Luzern) stammte aus dem Luzerner Patriziat, war Ratsmitglied, Vogt und Tagsatzungsgesandter. 

## Biografie
Anton Leodegar Keller war der Sohn des Landschreibers Leodegar Keller und der Maria Barbara, geb. Feer von Buttisholz. Er war verheiratet mit Anna Maria Dorothea, geb. Schnyder von Wartensee (1676–1745), Tochter des Schultheissen Johann Irenäus (ein Ur-Urenkel des Ludwig Pfyffer von Altishofen) und der Jakobea Schumacher (1653–1704; Enkelin des Schultheissen Ludwig Schumacher), alle ebenfalls aus dem Luzerner Patriziat.
Anton Leodegar und Anna Maria Dorothea Keller-Schnyder hatten neun Kinder. Eine Tochter, Barbara Benigna (1696–1778), heiratete 1719 den Luzerner Patrizier und späteren Kleinrat Joseph Leodegar Valentin Meyer (1696–1765), deren gemeinsamer Sohn der spätere Ratsherr Joseph Rudolf Valentin Meyer war. Eine weitere Tochter, Maria Elisabetha Ignazia (1714–1779) heiratete den Maréchal de camp und Oberst im Schweizer Garderegiment in französischen Diensten Karl Leonhard Bachmann von Näfels (1683–1749) und gebar ihm 1734 Charles Leodegar, Major im Schweizer Garderegiment in Paris, der zur Zeit der Revolution "wegen Beleidigung der Nation" guillotiniert wurde, und 1740 Niklaus Franz von Bachmann, General der Schweizerarmee 1815 (sowie Oberst in französischem, sardinischem und österreichischem Dienst).
Eine Tochter von Maria Elisabetha Ignazia Bachmann-Keller (und Schwester des Generals Niklaus Franz von Bachmann sowie des Majors Charles Leodegar), Maria Anna Dorothea Bachmann (1738–1772), wurde die Frau des St. Galler Landeshofmeisters Franz Josef Müller von Friedberg (1725–1803), deren gemeinsamer Sohn der Politiker, Diplomat und Staatsmann Karl von Müller-Friedberg war.
Eine Urenkelin des Anton Leodegar Keller, Salesia (1770–1807), war die Mutter von Oberst, Schultheiss und Ständerat Josef Schumacher im Uttenberg, der früh Waise geworden im Hause ihres Bruders Schultheiss Franz Xaver Keller (1772–1816) erzogen und im liberalen Sinne geprägt wurde. Franz Xaver Keller kam in stürmischer Nacht bei der Rückkehr von einem Tauffest im Hause Uttenberg unter nicht geklärten Umständen in der Reuss zu Tode, was zum bekannten Keller-Prozess führte, der weit über die Grenzen hinaus Beachtung fand.
Ein Sohn von Anton Leodegar Keller, Josef Anton Leodegar (1697–1782), war Schultheiss von Luzern und ein weiterer, Johann Martin Anton (1703–1766), Oberst in Sardinien-Piemont sowie Stadtschreiber in Luzern (vgl. Luzerner Regiment Keller). Ein weiterer Sohn, Josef Bernhard, war Hauptmann in französischen und neapolitanischen Diensten sowie fürstlich St. Gallischer Obervogt zu Rosenberg. Drei weitere Söhne waren Geistliche.

## Leistungen
Keller war von 1693 bis 1712 Landschreiber in Locarno, ab 1694 Mitglied im Grossen Rat. Von 1712 bis 1722 war er Stadtschreiber in Luzern, im Jahr 1715 im Rahmen der Bundeserneuerung Gesandter in Paris, von 1722 bis 1750 Mitglied im Luzerner Kleinen Rat. Zudem war er Oberstbrigadier der Luzerner Milizen, von 1723 bis 1725 Vogt zu Ruswil sowie zwischen 1731 und 1742 mehrfach Tagsatzungsgesandter.
Der zur ersten Generation der Luzerner Aufklärer gehörende Keller spielte eine führende Rolle in den kirchenpolitischen Auseinandersetzungen des Udligenswilerhandels, indem er in einer Aufsehen erregenden Druckschrift das obrigkeitliche Verfahren als rechtmässig verteidigte und die geistliche Immunität als Zugeständnis der weltlichen Fürsten an die Kirche begründete.